# Exile on Main St.
Exile on Main St. (meestal betiteld als Exile On Main Street) is een album uit 1972 van de Engelse rockband The Rolling Stones. Het bevat de hits Tumbling Dice en Happy. Het wordt door velen gezien als het beste Stones-album ooit. Het was oorspronkelijk een dubbel-lp, maar paste wel op één cd. Dit album eindigde als zevende in Rolling Stone 500 beste albums van 2003 en als veertiende in de lijst van 2020. Naast rock bevat het album ook bluesnummers als Loving Cup en Ventilator Blues en hardrocknummers als Rip This Joint.

## Nummers
- Alle nummers zijn geschreven door Mick Jagger en Keith Richards, tenzij anders aangegeven.

### LP 1

#### Kant 1
1. Rocks Off – 4:32
2. Rip This Joint – 2:23
3. Shake Your Hips (Slim Harpo) – 2:59
4. Casino Boogie – 3:33
5. Tumbling Dice – 3:45

#### Kant 2
1. Sweet Virginia – 4:25
2. Torn and Frayed – 4:17
3. Sweet Black Angel – 2:54
4. Loving Cup – 4:23

### LP 2

#### Kant 1
1. Happy – 3:04
2. Turd on the Run – 2:37
3. Ventilator Blues (Mick Jagger, Richards, Mick Taylor) – 3:24
4. I Just Want to See His Face – 2:52
5. Let It Loose – 5:17

#### Kant 2
1. All Down the Line" – 3:49
2. Stop Breaking Down (Robert Johnson) – 4:34
3. Shine a Light – 4:14
4. Soul Survivor – 3:49

## Muzikanten

### The Rolling Stones
- Mick Jagger – zang, mondharmonica, gitaar, percussie, tamboerijn, maracas
- Keith Richards – gitaar, basgitaar, zang
- Mick Taylor – gitaar, slidegitaar, basgitaar, zang
- Charlie Watts – drums, percussie
- Bill Wyman – basgitaar, staande bas

### Overige muzikanten
- Nicky Hopkins – piano
- Bobby Keys – saxofoon, percussie
- Jimmy Miller – drums, percussie, maracas
- Al Perkins – pedaal steelgitaar
- Bill Plummer – staande bas
- Jim Price– trompet, trombone, orgel
- Mac Rebennack  (dr. John) – zang, piano
- Ian Stewart – piano
- Clyde King, Wenetta Fields, Shirley Goodman, Tami Lynn, Joe Green,  Jerry Kirkland, Jathi McDonald (zang)
- Richard Washington – marimba

## Hitlijsten
Album
| Hitlijst (1972)      | Notering |
| -------------------- | -------- |
| UK Top 50 Albums     | 1        |
| Billboard Pop Albums | 1        |

Single
| Single        | Hilijst (1972)    | Notering |
| ------------- | ----------------- | -------- |
| Tumbling Dice | UK Top 50 Singles | 5        |
| Tumbling Dice | Billboard Hot 100 | 7        |
| Happy         | Billboard Hot 100 | 22       |

## Certificaties
| Organisatie | Soort   | Datum       |
| ----------- | ------- | ----------- |
| RIAA – VS   | goud    | 30 mei 1972 |
| RIAA – VS   | platina | 31 mei 2000 |

## Trivia
- Op de live-cd Stripped worden drie nummers van dit album gespeeld. Stripped is unplugged, en een groot deel van Exile is ook unplugged.